# Gyepesfalu

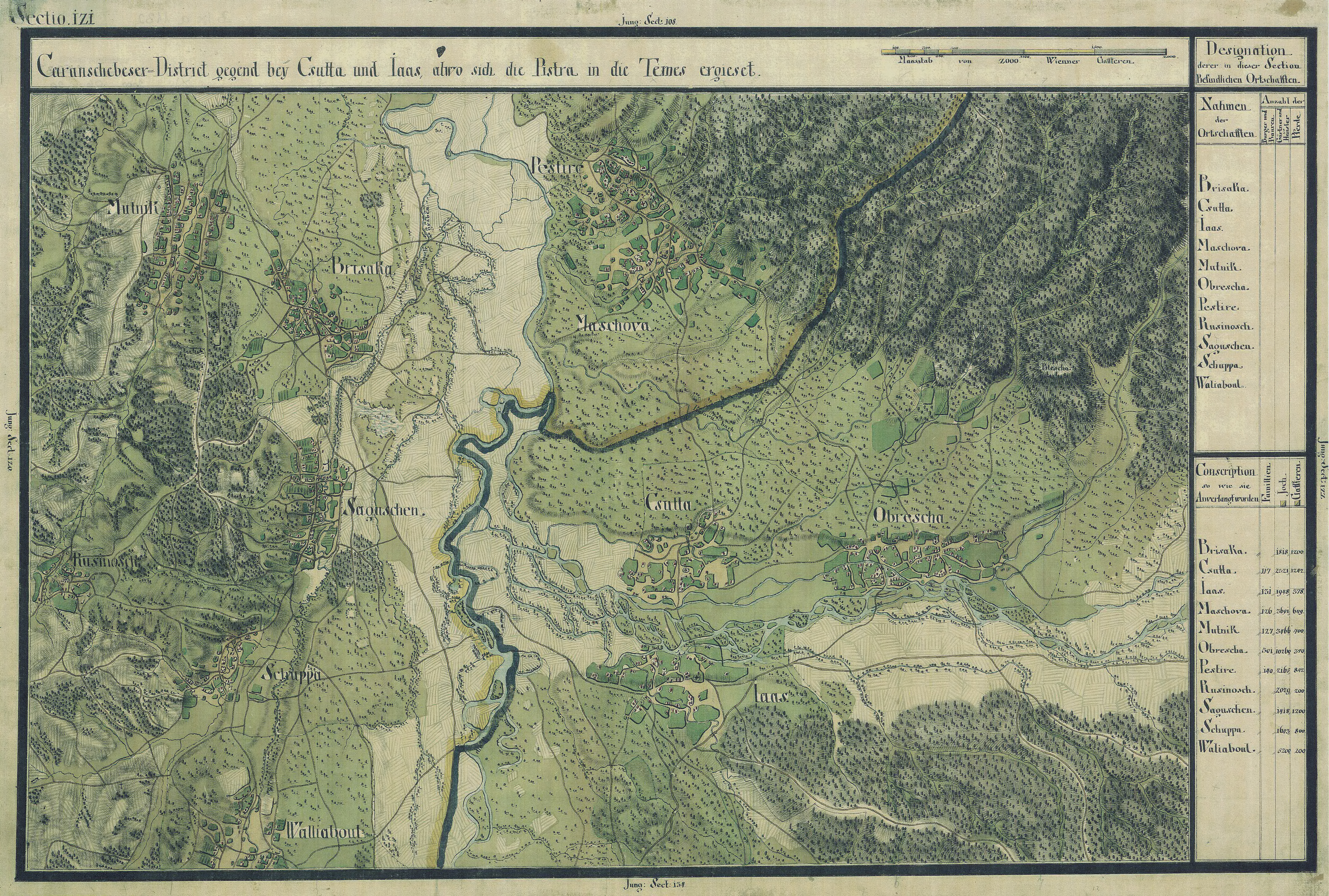
Gyepesfalu egy régi térképen

Gyepesfalu románul: Prisaca, falu Romániában, a Bánságban, Krassó-Szörémy megyében.

## Fekvése
Lugostól délkeletre, a Temes bal partja melletti úton fekvő település.

## Története
Gyepesfalu, Gyepü nevét 1412-ben és 1445-ben említette először oklevél Gyepew néven. 1496-ban Gyepew, Prezaka, 1561-ben Priszaka, Preszaka,  1808-ban Priszaka, (i) Priseka, Preszaka, 1888-ban Priszáka, 1913-ban Gyepesfalu néven volt említve.
1561-ben  Priszaka a miháldi kerülethez tartozott. Lipszky János felsorolásában egy az oláh–illír bánsági határ-ezred kerületéhez tartozó határőri állomásként szerepelt.
1851-ben Fényes Elek írta a településről: „Priszaka, oláh falu, Krassó vármegyében, Karánsebeshez 1 órányira: 4 katholikus, 866 óhitű lakossal, anyatemplommal. Bírják Mocsonyi és Dániel családok.”
A trianoni békeszerződés előtt Krassó-Szörény vármegye Temesi járásához tartozott.
1910-ben 712 lakosából 675 román, 24 magyar, 12 német volt. Ebből 678 görög keleti ortodox, 34 római katolikus  volt.